# Flavoleptus flavobalteatus
Flavoleptus flavobalteatus är en stekelart som först beskrevs av Cameron 1903.  Flavoleptus flavobalteatus ingår i släktet Flavoleptus och familjen Eumenidae. Inga underarter finns listade i Catalogue of Life.